# 派對人生
《派對人生》 （英語：Life of the Party）是加拿大創作歌手尚恩·曼德斯的出道單曲，收錄於《同名迷你專輯》及首張出道錄音室專輯《親筆創作》中。於多倫多進行錄音，在2014年6月26日由小島唱片正式發行。

## 歌曲背景
歌曲標題可能給觀眾的第一觀感是一首節奏輕快的舞曲，但是曼德斯在其中一個訪問中透露，歌曲「並非十分輕快，但是也不是十分傷感」。歌詞希望表達：開心地活著、認清自我和找出自己想成為一個怎樣的人。歌曲由兩名紐約音樂人創作，但曼德斯表示歌曲和自己有強烈的連繫。

## 音樂影片
歌詞視頻於2014年7月1日發佈，是尚恩·曼德斯在喬治·桑德街晚餐中的一次放大長鏡頭，他在唱歌時偶爾會與晚餐的女服務員交談。 這首歌的歌詞出現在桌子和吊燈等地方。 最後，女服務員讀了曼德斯留下的便條，隨著場景的淡化而微笑。 官方音樂錄影帶於2015年3月15日發佈。

## 商業表現
歌曲在2014年7月12日在告示牌百強單曲榜首次登榜，排名第24位，成為他首支進入該榜單及進入該榜單前40位的單曲。同時，曼德斯也成為最年輕的歌手登陸該榜單的前25名，當時他只得15歲 。歌曲亦於告示牌數字歌曲榜首次登榜，獲得第5位，148,000 次下載。

## 榜單表現
| 榜單 (2014–15)                     | 最高排名 |
| ---------------------------------- | -------- |
| 澳大利亞Hitseekers (ARIA)          | 9        |
| 比利时佛兰德（Ultratip榜外單曲榜） | 48       |
| 加拿大（Canadian Hot 100）         | 9        |
| 加拿大（《告示牌》Canada AC）      | 9        |
| 加拿大（《告示牌》Canada CHR）     | 7        |
| 加拿大（《告示牌》Canada Hot AC）  | 5        |
| 捷克（百強數位單曲榜）             | 44       |
| 愛爾蘭（愛爾蘭唱片音樂協會单曲榜） | 34       |
| 新西兰（新西兰唱片音乐协会单曲榜） | 6        |
| 蘇格蘭（官方榜单公司單曲榜）       | 89       |
| 斯洛伐克（百強數位單曲榜）         | 46       |
| 瑞典（瑞典最熱榜）                 | 37       |
| 英國（官方榜单公司單曲榜）         | 99       |
| 美国（《告示牌》百大單曲榜）       | 24       |

| 榜單 (2014)                | 排名 |
| -------------------------- | ---- |
| 加拿大（加拿大百強單曲榜） | 53   |

## 銷量認證
| 地區                                  | 认证    | 认证单位/销量 |
| ------------------------------------- | ------- | ------------- |
| 澳大利亚（澳大利亚唱片业协会）        | 金      | 35,000‡       |
| 加拿大（加拿大音乐协会）              | 2× 白金 | 160,000*      |
| 新西兰（新西兰唱片音乐协会）          | 金      | 7,500*        |
| 挪威（國際唱片業協會挪威分会）        | 白金    | 10,000‡       |
| 瑞典（瑞典唱片業協會）                | 白金    | 40,000‡       |
| 美国（美國唱片業協會）                | 白金    | 1,000,000‡    |
| *僅含認證的實際銷量 ^僅含認證的出貨量 |         |               |